# 薩南群島

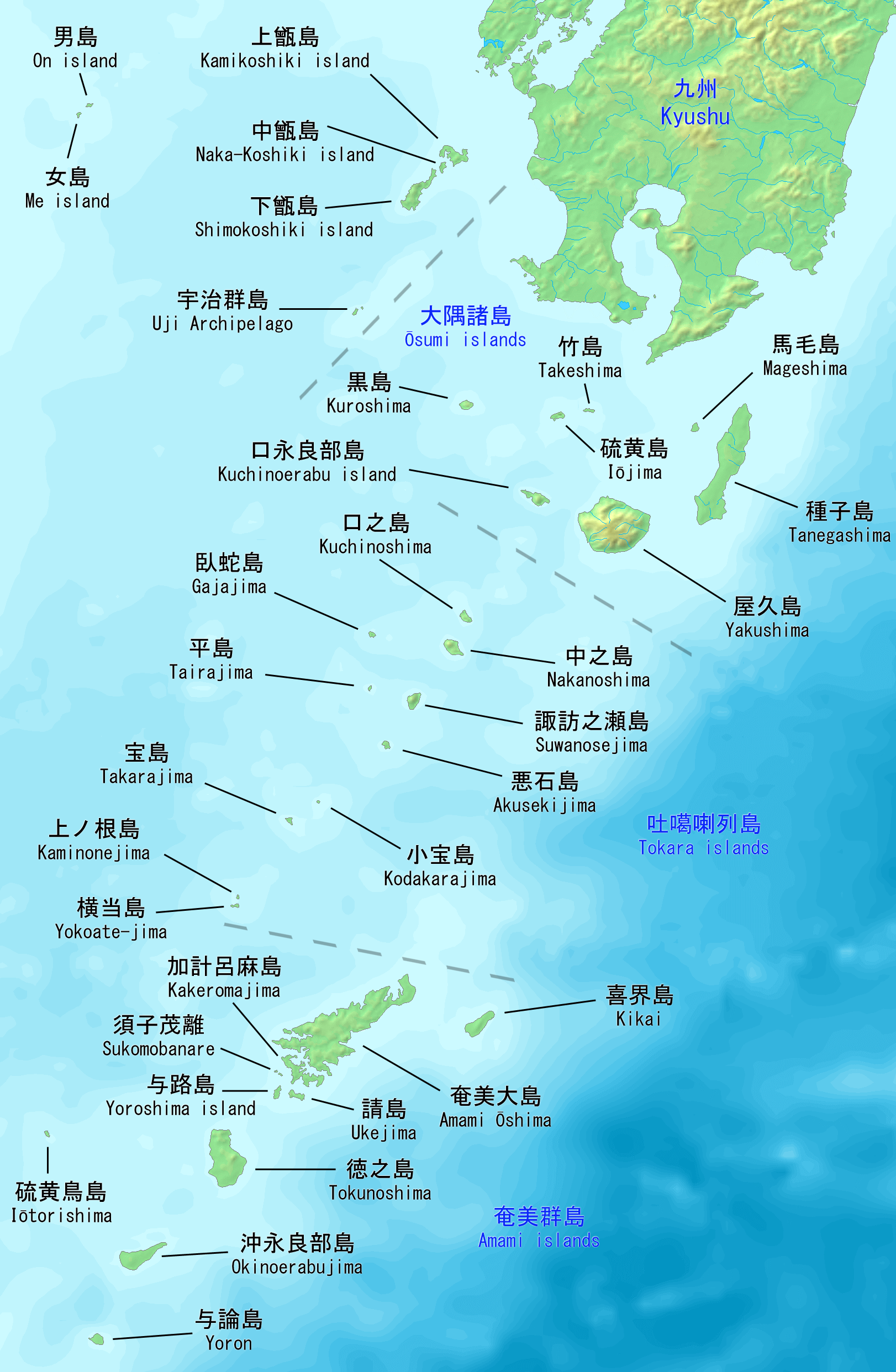
薩南群島

薩南群島（日语：薩南諸島），是日本地理區劃之一，屬於鹿兒島縣，古代为薩摩藩的一部分。
薩南群島包含：
- 大隅群島（大隅諸島）及三島村
- 吐噶喇群島（トカラ列島）
- 奄美群岛（奄美諸島）

29°30′N 129°30′E / 29.500°N 129.500°E